# Titanophoneus
Titanophoneus és un gènere extint de teràpsids de la família dels anteosàurids que visqueren durant el Permià. Se n'han trobat restes fòssils a Ixéievo (Rússia). Eren carnívors que atenyien 2 m de llargada. Les dents canines eren molt més grosses que la resta de la dentadura, les incisives estaven ben desenvolupades i les postcanines eren més petites i menys nombroses que en altres animals comparables.